# ليلى صفرا
ليلى صفرا (بالبرتغالية: Lily Safra‏) (30 ديسمبر 1934) هي فاعلة خير برازيلية وعضوة بازرة في المجتمع حصلت على ثروة كبيرة من خلال زواج أبنائها الأربعة. بحلول مارس 2013، قدرت ثروتها بقرابة 1.2 مليار دولار. وفقًا لمجلة فوربس، تعتبر واحدة من أغنى الناس في العالم.